# Відеографія Майкла Джексона

## Відеографія Майкла Джексона
| Рік  | Музичний відео                                 | Режисер                          |
| ---- | ---------------------------------------------- | -------------------------------- |
| 1979 | «Don't Stop 'Til You Get Enough»               | Нік Секстон                      |
| 1979 | «Rock with You»                                | Брюс Гауєрс                      |
| 1980 | «She's Out Of My Life»                         | Брюс Гауєрс                      |
| 1983 | «Billie Jean»                                  | Стів Беррон                      |
| 1983 | «Beat It»                                      | Боб Джіралді                     |
| 1983 | «Say Say Say»                                  | Боб Джіралді                     |
| 1983 | «Thriller»                                     | Джон Лендіс                      |
| 1987 | «Bad»                                          | Мартін Скорсезе                  |
| 1987 | «The Way You Make Me Feel»                     | Джо Питка                        |
| 1988 | «Dirty Diana»                                  | Джо Питка                        |
| 1988 | «Man in the Mirror»                            | Дональд Вілсон                   |
| 1988 | «Another Part Of Me»                           | Патрік Келлі                     |
| 1988 | «Smooth Criminal»                              | Колін Чілверс                    |
| 1988 | «Come Together»                                | Джеррі Крамер і Колін Чілверс    |
| 1989 | «Leave Me Alone»                               | Джим Блешфілд і Пол Дінер        |
| 1989 | «Liberian Girl»                                | Джим Юкіч                        |
| 1991 | «Black or White»                               | Джон Лендіс                      |
| 1992 | «Remember The Time»                            | Джон Сінглтон                    |
| 1992 | «In The Closet»                                | Хйорб Ріттс                      |
| 1992 | «Who Is It»                                    | Девід Фінчер                     |
| 1992 | «Jam»                                          | Майкл Джексон і Девід Келлог     |
| 1992 | «Heal The World»                               | Джо Питка                        |
| 1993 | «Give in to Me»                                | Енді Моаран                      |
| 1993 | «Will You Be There»                            | Вінсент Патерсон                 |
| 1993 | «Gone Too Soon»                                | Білл Ді Чікко                    |
| 1995 | «HIStory Teaser»                               | Руперт Уейнрайт                  |
| 1995 | «Scream»                                       | Марк Романек                     |
| 1995 | «Childhood»                                    | Ніколас Брандт                   |
| 1995 | «You Are Not Alone»                            | Уейн Ішам                        |
| 1995 | «Earth Song»                                   | Ніколас Брандт                   |
| 1996 | «They Don't Care about Us» (Prison version)    | Спайк Лі                         |
| 1996 | «They Don't Care about Us» (Brazilian Version) | Спайк Лі                         |
| 1996 | «Stranger in Moscow»                           | Ніколас Брандт                   |
| 1997 | «Blood On The Dance Floor»                     | Майкл Джексон и Вінсент Патерсон |
| 1997 | «Ghosts»                                       | Стен Вінстон                     |
| 2001 | «You Rock My World»                            | Пол Хантер                       |
| 2001 | «Cry»                                          | Ніколас Брандт                   |

## Фільми
| Рік  | Фільм            | Роль                         | Режисер                                   |
| ---- | ---------------- | ---------------------------- | ----------------------------------------- |
| 1978 | Оз               | Страшило                     | Сідні Люмет                               |
| 1986 | Капітан ІО       | Капітан ІО                   | Френсіс Форд Коппола                      |
| 1988 | Місячна хода     | Майкл Джексон                | Джеррі Крамер Джим Блешфілд Колін Чілверс |
| 1997 | Привиди          | Маестро/Мер/Вовкулака/Скелет | Стен Вінстон                              |
| 2002 | Люди в чорному 2 | Агент М                      | Баррі Зонненфельд                         |
| 2004 | Міс Ізгой        | Агент MJ                     | Брайан Майкл Стіллер                      |